# ラジオふるさと総世紀末計画・デーモン小暮の世紀末語るシス
『ラジオふるさと総世紀末計画・デーモン小暮の世紀末語るシス』（ラジオふるさとそうせいきまつけいかく・デーモンこぐれのせいきまつかたるシス）は、1998年10月から1999年9月まで、JRN系列で放送されていたラジオ番組である。

## 概要
聖飢魔IIが1998年から日本47全都道府県ミサツアー、地方の企業・商品CMのノーギャラ出演と、「ふるさと総世紀末計画」と題したプロジェクトを開始したのに合わせる形で、同年10月から放送開始。
制作局・基幹局であるTBSラジオでの放送は無いが、はがきの送付先はTBSである。
はがきを読まれたリスナー全員に番組特製ステッカーが、特に面白かった・良かったと判断されたリスナーには特製手ぬぐいが贈られていた。

## 出演者
第一回放送は、聖飢魔II構成員全員が揃っての出演、第二回からはデーモン閣下のみ毎週出演、他の構成員は週替わりで一名ずつの出演となった（その後、全員揃っての出演が他にもあった）。

## コーナー
地方発・ふるさとの常識
その地方にとっては常識的なものでも、他の地方からすれば変わっている、と思われるあらゆることを募集。
20世紀・ふるさと作詞すストーリー
前もって作曲された、ギターのソロによるインストゥルメンタル曲が用意されており、それにリスナーが自由に詞を付けて送るコーナー。主なテーマには地元にまつわる話、20世紀の出来事について、のそれぞれがあった。1999年4月の改編期の時には「うちの地元では打ち切られた」といった内容のボヤキのような歌詞が送られて来たこともあった。なお、第一回放送の時にはこのコーナーのタイトルが無く、第二回目放送の時からしばらく仮タイトルで「聖飢魔IIが諸君らの詞を歌にしてやるぞのコーナー」などのタイトルが付き、リスナーからタイトル案を募集、選考を経て上記のタイトルとなった。
悪魔の黙示録
20世紀中に起こった様々な出来事について検証していたコーナー。リスナーからはこれらについて印象的だった話、思い出の話などを募集していた。また、証人となる人に電話をつないで進行したこともあり、このコーナーの1回目は琴剣に（千代の富士についての話）、2回目は高木豊に（長嶋茂雄についての話）、それぞれ電話をつないでいた。
世も末涼子の陰謀
番組が「世も末だ」とした当時の社会の現象や問題について、ある事を採り上げ、その関係者などに電話をつないで話をするなどしていたコーナー。

## ネット局
以下の局の中には、1999年4月改編で打ち切りになった局もある。
- 北海道放送（日曜18:00 - 18:30、1999年3月まで）
- 秋田放送
- ラジオ福島
- 福井放送
- 北陸放送（木曜23:00 - 23:30）
- 山陰放送
- 西日本放送
- 山口放送
- 宮崎放送
- 南日本放送（1999年3月まで）
- 琉球放送（水曜23:00 - 23:30、1999年3月まで）